# Nicolai Eigtved
Nicolai Eigtved (4. června 1701 Haraldsted Sogn, Dánsko – 7. června 1754, Kodaň), známý také jako Niels Eigtved, byl dánský architekt. Ve 30. a 40. letech 17. století zavedl do dánské architektury francouzské rokoko nebo pozdní baroko a byl hlavním zastáncem tohoto architektonické stylu. Navrhl a postavil některé z nejvýznamnějších staveb své doby, z nichž řada stojí dodnes. Hrál také důležitou roli při založení Dánské královské akademie umění (Det Kongelige Danske Kunstakademi) a byl jejím prvním rodilým představitelem.
Vypracoval urbanistické řešení nové čtvrti Frederiksstaden, byl jejích hlavním architektem, navrhl a postavil řadu budov v této čtvrti. Tato čtvrť je považována za jeden z nejvýznamnějších rokokových komplexů v Evropě.  V roce 2006 byla čtvrť vybrána mezi dvanáct nejvýznamnějších architektonických a krajinářských děl dánského kulturního dědictví a zapsána na seznam tzv. Dánského kulturního kánonu.

## Život a kariéra

### Mládí
Narodil se jako Niels Madsen na farmě ve vesnici Egtved ve farnosti Haraldsted na ostrově Sealand v Dánsku manželům Madsu Nielsenovi a Dorthe Hansdatterové. Vyučil se zde zahradníkem a kolem roku 1720 byl povýšen na pozici zahradníka v zámeckých zahradách ve Frederiksbergu. V červenci 1723 dostal příležitost vycestovat ze země jako královský zahradnický učeň. Cestoval mimo jiné do Berlína a Drážďan v Německu, vydělával si prací zahradníka a naučil se německy.

### Roky vPolsku

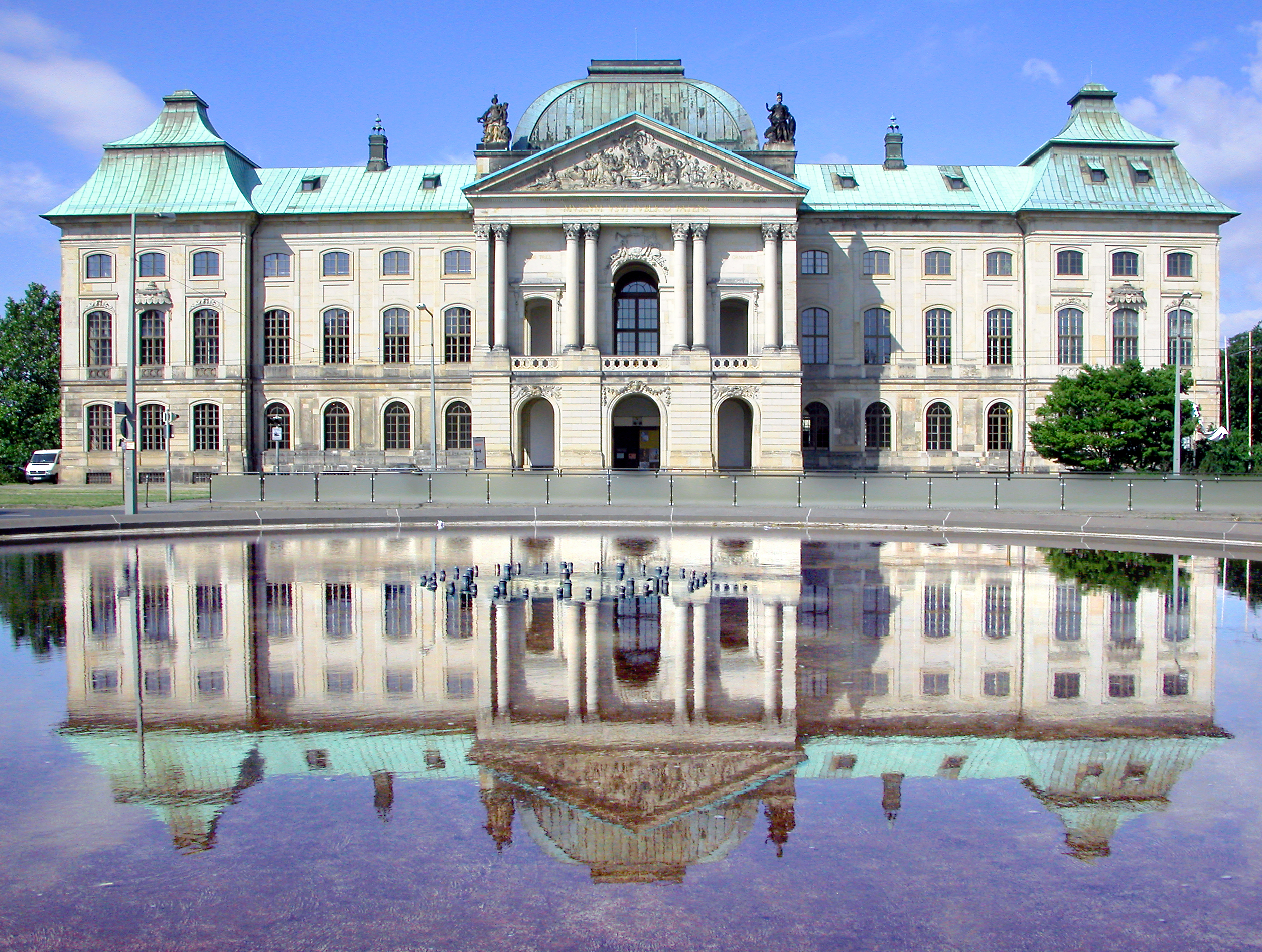
Japanisches Palais, Drážďany

Od roku 1725 žil ve Varšavě v Polsku, kde se dostal do povědomí německého architekta a projektanta, plukovníka Matthäuse Daniela Pöppelmanna, pro kterého několik let pracoval. Pöppelmann měl vazby na sasko-polský dvůr za vlády August II. a zajistil mu místo podporučíka v sasko-polském inženýrském sboru.
Nicolai Eigtved přišel do architektonického prostředí, které bylo významně ovlivněno přítomností francouzských přistěhovalců, jako byli  Jean de Bodt a Zacharias Longuelune.  Mezi Pöppelmannovy zakázky z těchto let, na kerých se Eigtved pravděpodobně podílel, patřil Augustův most (Augustusbruecke) v Drážďanech (1728), rozšíření Japonského paláce (Japanisches Palais) v Drážďanech (1727), návrhy tříkrálového kostela v drážďanském novém městě (1723–1739) a nový velký zámek pro saskou dynastii (asi 1730).
V roce 1730 byl Eigtved povýšen na poručíka ženijního sboru a podílel se na stavbě panovníkova vojenského tábora u Zeithainu. Vytvořil vynikající vojenské výkresy a seznámil se s dánským generálem a diplomatem Poulem Vendelbo Løvenørnem. Generál po svém návratu do Dánska upozornil krále Kristiána VI. právě na talent Nicolaie Eigtveda. Král se rozhodl povolat Nicolaie Eigtveda do Dánska a s titulem kapitána byl propuštěn ze zahraniční služby.

### Ve službách Dánska
V roce 1732 byl jmenován dánským poručíkem a Kristián VI. nechal Eigtveda v letech 1732–1735 dále se vzdělávat v Itálii v oboru civilní architektury. Při své cestě zpět do Dánska pobýval ve Vídni a v Mnichově, kde se seznámil s rokokovým stylem. Zaujal ho především návrh architekta Françoise de Cuvilliés na zámek Amalienburg u Nymphenburgu. Nicolai Eigtved se do Dánska vrátil v roce 1735 po dvanáctileté nepřítomnosti. Stavební ruch byl v plném proudu, stavba paláce Christiansborg byla zahájena o tři roky dříve. Byl jmenován kapitánem inženýrského sboru a v roce 1735 byl jmenován královským stavebním mistrem s dohledem nad Jutskem a ostrovem Fyn.

### Královský stavební mistr
Po jmenování do této významné funkce začalo jeho celoživotní soupeření s dalším královským stavebním mistrem. Lauritz de Thurah byl zastáncem barokní architektury. Naproti tomu Nicolai Eigtved po výše popsaných studijních cestách v zahraničí upřednostňoval rokoko. Stal se královským oblíbeným architektem a jeho rokokový styl byl preferovaným stavebním stylem. V důsledku toho byl Lauritz de Thurah často přehlížen, zatímco Eigtved dostával nejlepší zakázky. Nicméně na některých stavbách pracovali společně.
Tak tomu bylo i v případě interiéru paláce Christiansborg, na kterých pracoval spolu s německým architektem  Eliasem Davidem Hausserem a také právě s Lauritzem de Thurah.  Dřevěné sochy vytvořil Louis August le Clerc. Eigtved navrhl královské komnaty, hlavní schodiště, interiér kaple, jízdárnu a Mramorový most (Marmorbroen) a dva pavilony a vtiskl zámku jemný styl Ludvíka XIV. Většina Eigtvedova díla na tehdejším královském paláci Christiansborg ale byla zničena při velkém požáru v roce 1794.
Hausser, který byl původním architektem projektu, ztratil svůj vliv, protože mladší Lauritz de Thurah a Nicolai Eigtved převzali větší úkoly v projektu. V roce 1738 král zřídil královskou stavební komisi, která měla vést další práce. V čele komise stanul státní ministr, hrabě Johan Sigismund Schulin (1694–1750). Zároveň si Eigtved a de Thurah vyměnili oblasti odpovědnosti, kdy se de Thurah vzdal Kodaně a ostrova Sealand výměnou za Eigtvedův Jutský poloostrov.
V roce 1742 byl Eigtved povýšen na podplukovníka inženýrského sboru, stal se členem stavební komise a po Hausserovi převzal roli hlavního architekta paláce Christiansborg. V letech 1743–1744 Eigtved spolu s Boye Jungem navrhl a postavil knížecí sídlo u Frederiksholmského kanálu (Frederiksholms Kanal) pro korunního prince Frederika V. V budově je dnes Národní muzeum (Nationalmuseet). Ve stejné době navrhl také palác ve Frederiksdalu, pro již zmíněného Johana Sigismunda Schulina.
V letech 1744 až 1745 postavil Eigtved na jezeře Furesø malý pavilon pro tajného radu J. S. Schulina nazvaný Frederiksdal Pavilion. Připisuje se mu zásluha, že se jedná o raný příklad „maison de plaisance“ v Dánsku. Měl jak velké, tak malé místnosti symetricky uspořádané kolem předsíně a hlavní osy. Mansardová střecha je až výsledkem přestavby, kterou v letech 1752–1753 provedl Johann Gottfried Rosenberg, který během práce na Frederiksdalu navrhl také panství Margård na ostrově Fyn, rovněž inspirované francouzskými venkovskými sídly.

### Vznik Dánské královské akademie umění
Přibližně ve stejné době se dostal do kontaktu s Akademií kreslení a malování (Tegne – og Malerakademiet), předchůdkyní Královské dánské akademie umění (Det Kongelige Danske Kunstakademi). Do té doby Akademie živořila a měla slabé vedení. Nicolai Eigtved převzal administrativní odpovědnost za Akademii v roce 1745 po odchodu Hieronima Mianiho. Mezitím byl v roce 1744 dokončen mramorový most v Christiansborgu. V roce 1745 byl Eigtved jmenován církevním inspektorem pro oblast Kodaně, Kronborgu, Antborsku, Vordingborgu a Tryggevælde.
V roce 1746 nastoupil na trůn Frederik V. a významné pozice tak získal i státník a dvorní maršál Adam Gottlob Moltke, který se stal Eigtvedovým zastáncem u dvora. Dne 28. prosince 1747 Nicolai Eigtved podal návrh na vytvoření pevnějšího základu Akademie, který král schválil 12. února 1748. Eigtved se tak ujal řízení Akademie jako její první silný správce a první Dán ve vedoucí pozici. Koncem léta 1748 se Akademie přestěhovala do paláce Christiansborg, kde měl Eigtved také své oficiální kanceláře.

### Čtvrť Frederiksstaden

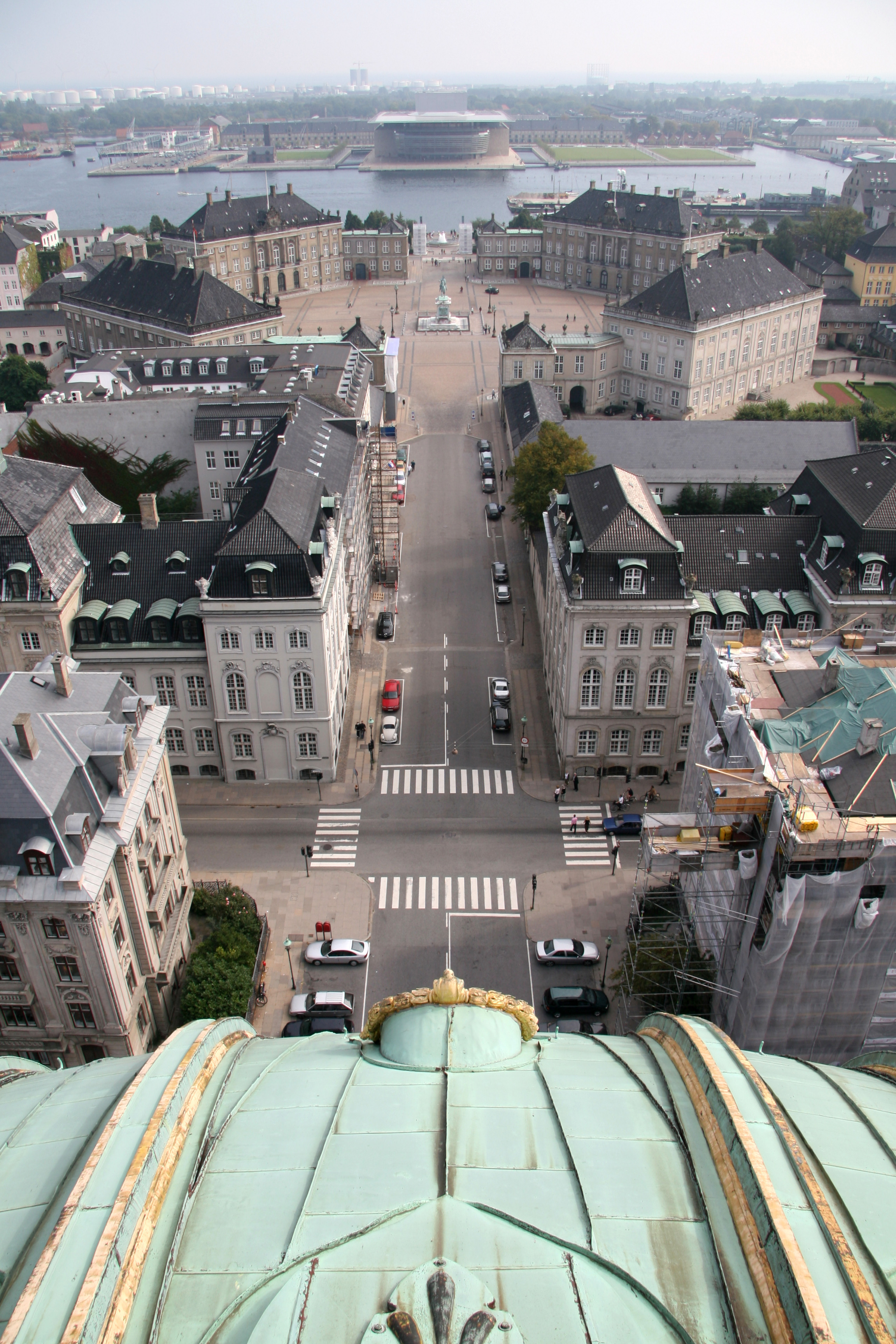
Frederiksstaden: hlavní osa s královskými paláci ze střechy Frederikova kostela, v pozadí za vodou nová Opera

V roce 1748 uplynulo 300 let od nástupu Oldenburků na dánský trůn a v roce 1749 bylo 300leté výročí korunovace Kristiána I. Dánského. Na počest těchto dvou významných výročí padlo rozhodnutí o výstavbě čtvrti v jednotném rokokovém stylu. Projekt vedl Adam Gottlob Moltke (dánský dvořan, státník a diplomat německého původu, oblíbenec Fridricha V. Dánského) a hlavním architektem celé čtvrti byl Nicolai Eigtved.
Centrem nové čtvrti se stalo hlavní osmiúhelníkové náměstí obklopené čtyřmi šlechtickými paláci (dnes jsou všechny čtyři paláce součástí královského sídla Amalienborg) a Frederikův kostel. Ulice Amaliegade tvoří dlouhou osou nové čtvrtí, zatímco ulice Frederiksgade se stala příčnou kratší osou. V roce 2005 byla tato kratší osa opticky prodloužena, protože až za vodou (na ostrově Holmen), ale přesně v ose ulice byla postavena budova nové kodaňské opery (Operaen). Od hlavního vchodu do opery je dobře vidět Frederikův kostel a ze střechy Frederikova kostela je vidět jak náměstí s královskými paláci, tak budova opery za vodou.
Čtyři paláce obklopující náměstí jsou zvenčí stejné, ale uvnitř se liší, byly určeny různým dánským šlechtickým rodinám. Královskou rezidencí se staly až po požáru předchozího královského sídla. Původně palác rodiny Moltkeho  (nyní palác Kristiána VII.) byl nejdražší a měl nejextravagantnější interiéry. Jeho Velký sál (Riddersalen) je uznáván jako snad nejkrásnější dánský rokokový interiér. Uprostřed náměstí se nachází monumentální jezdecká socha  Frederika V. podle návrhu francouzského sochaře Jacquese Françoise Josepha Salyho, který pracoval pro dánský dvůr a skoro sedmnáct let byl ředitelem dánské Akademie. 
Nicolai Eigtved zahájil stavební práce na další klíčové stavbě čtvrti a jednom z mistrovských děl sakrální architektury – Frederikově kostele (dánsky Frederiks Kirke), který je často nazýván také  Mramorový kostel (dánsky Marmorkirken). Po jeho smrti ve stavbě pokračoval francouzský architekt působící na dánském královském dvoře Nicolas-Henri Jardin, ale i pod jeho vedením stavba pokračovala velmi pomalu. Když v necelých 43 letech zemřel i král Frederik V., věrný příznivec Jardina, situace tohoto francouzského architekta se rychle zhoršovala. Pár let poté, v roce 1770 Johann Friedrich Struensee, který faktický zemi vládl místo Kristiána VII., stavbu kostela zcela zastavil. Po desítky let zůstával kostel rozestavěn a dokončen byl až na sklonku 19. století. Pro veřejnost byl otevřen 19. srpna 1894, 145 let po položení základního kamene.
Na rozdíl od nedokončeného kostela, Nicolai Eigtved nejen navrhl, ale také postavil ještě další budovy v této čtvrti. Zmíníme alespoň Frederiks Hospital. Byla to první dánská nemocnice v dnešním slova smyslu. Založil ji král Frederik V. a financoval z výnosů norské pošty (Norsko byl součástí Dánského království). Postavena byla v letech 1752–1757, slavnostní otevření se uskutečnilo 31. března 1757 v den narozenin krále. Nemocnice byla provozována jako nezávislá instituce s cílem poskytovat zejména bezplatnou péči a léčbu pacientům bez prostředků. V budově je dnes Dánské muzeum užitého umění (Kunstindustrimuseet). 

### Ztráta obliby a postavení
Eigtvedův rokokový styl byl dlouho velmi oblíbený, ale posléze se preference krále změnily. Dne 30. března 1754, v den králových třicátých narozenin, se akademie přestěhovala do Charlottenborgu a inspirována francouzskou Akademií se začala nazývat Dánská královská akademie umění. Změnu dal král velmi jasně najevo tím, že při slavnostním otevření Dánské královské akademie umění uvítací řeč přednesl profesor a královský portrétista Carl Gustaf Pilo, nikoliv Eigtved. O několik dní později byl Eigtved z funkce ředitele odvolán a tuto funkci získal Francouz, sochař Jacques Saly.
Ve stejný den, kdy se Akademie přestěhovala do Charlottenborgu, byl také králem slavnostně vysvěcen Eigtvedem navržený Moltkeho palác (nyní palác Kristiána VII.). Předtím Eigtved ještě stihl postavit Sophienberg v Rungstedu, staré dánské královské divadlo, a v roce 1753 pomohl rozšířit palác Fredensborg tím, že k hlavní budově přistavěl čtyři symetricky umístěné rohové pavilony se samostatnými měděnými střechami ve tvaru pyramid. V době jeho smrti (červen 1754) byly dokončeny dva ze čtyř paláců Amalienborgu a to oba západní. 
V započatých pracích pokračoval Lauritz de Thurah přesně podle Eigtvedových plánů. Paláce byly definitivně dokončeny v roce 1760. Lauritz de Thurah se neúspěšně pokusil získat také projektové vedení prací na Frederikově kostele, ale byl odmítnut a místo něj tuto stavbu 1. dubna 1756 převzal Nicolas-Henri Jardin (ale ani on kostel nedokončil). Smrt Eigtveda ve věku 54 let ho pravděpodobně zachránila před ještě větší a potupnější ztrátou obliby a postavení, jakou zažil právě Lauritz de Thurah, když jeho rokokový styl ustoupil klasicistní architektuře, kterou král začal preferovat a jeho novým oblíbeným architektem se stal Francouz Nicolas-Henri Jardin.

### Osobní život
24. května 1743 se v kapli na hradě Frederickborg oženil se Sophií Christinou Waltherovou (1726–1795), komornou kněžny Luisy. Měli sedm dětí, ale dospělosti se dožily pouze tři. Jeho dcera Anne Margrethe Eigtved byla provdána za dánského architekta německého původu Georga Davida Anthona (1714–1781). Eigtved zemřel 7. června 1754 v Kodani. On a také členové jeho rodiny byli pohřbeni v kostele svatého Petra v Kodani (St. Petri Kirke).

## Fotogalerie

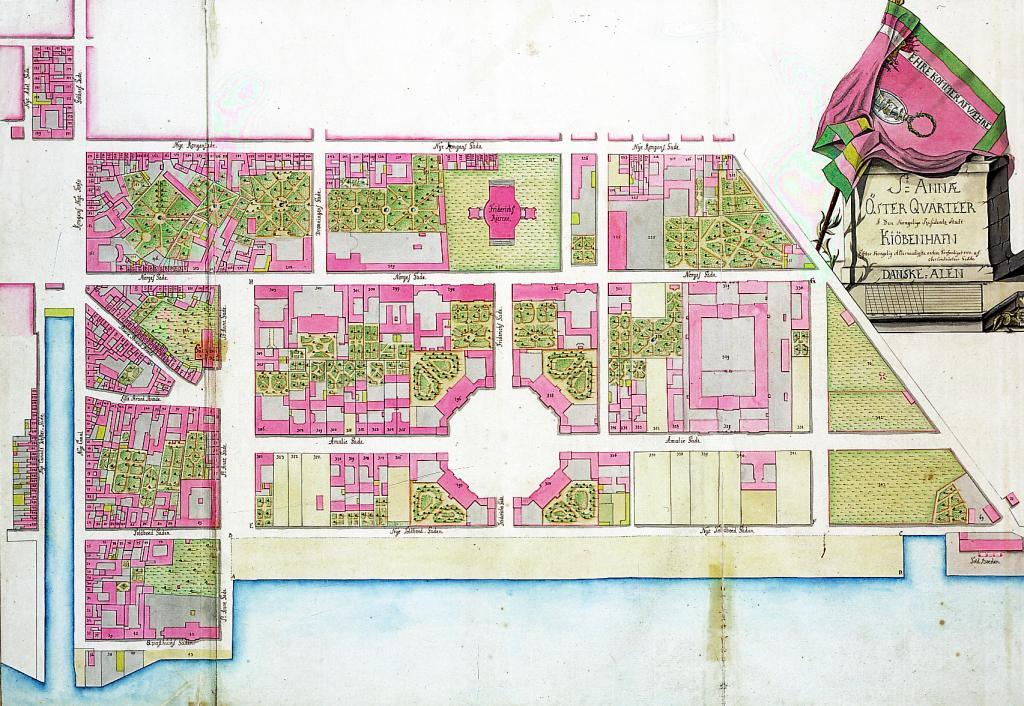
Část mapy Kodaně z roku 1757, zobrazující Frederiksstaden
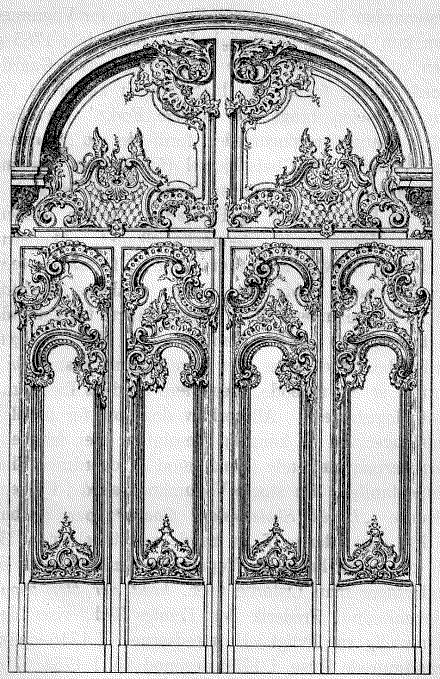
Návrh hlavního portálu pro Christiansborg
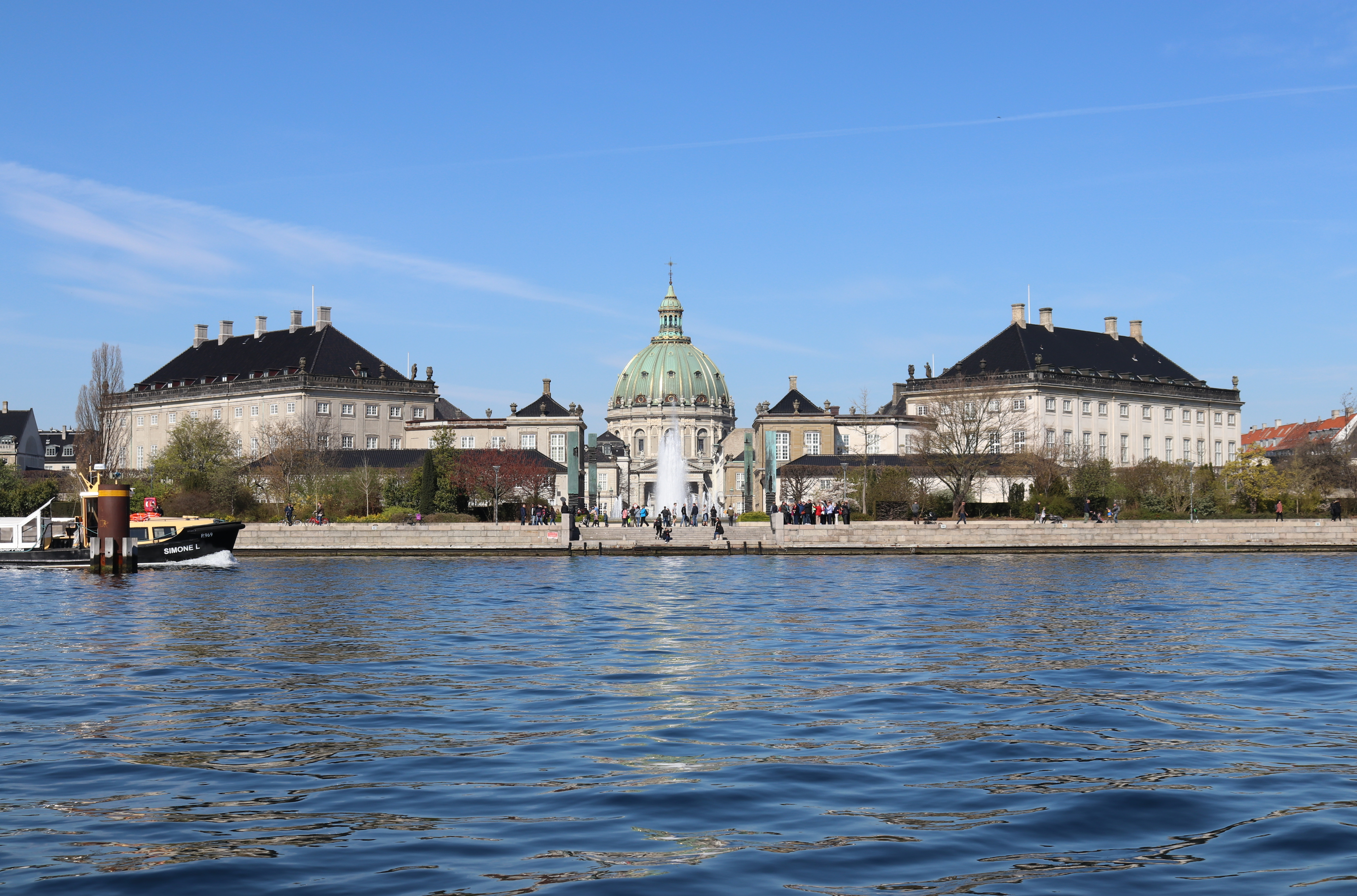
Amalienborg a Frederikův kostel
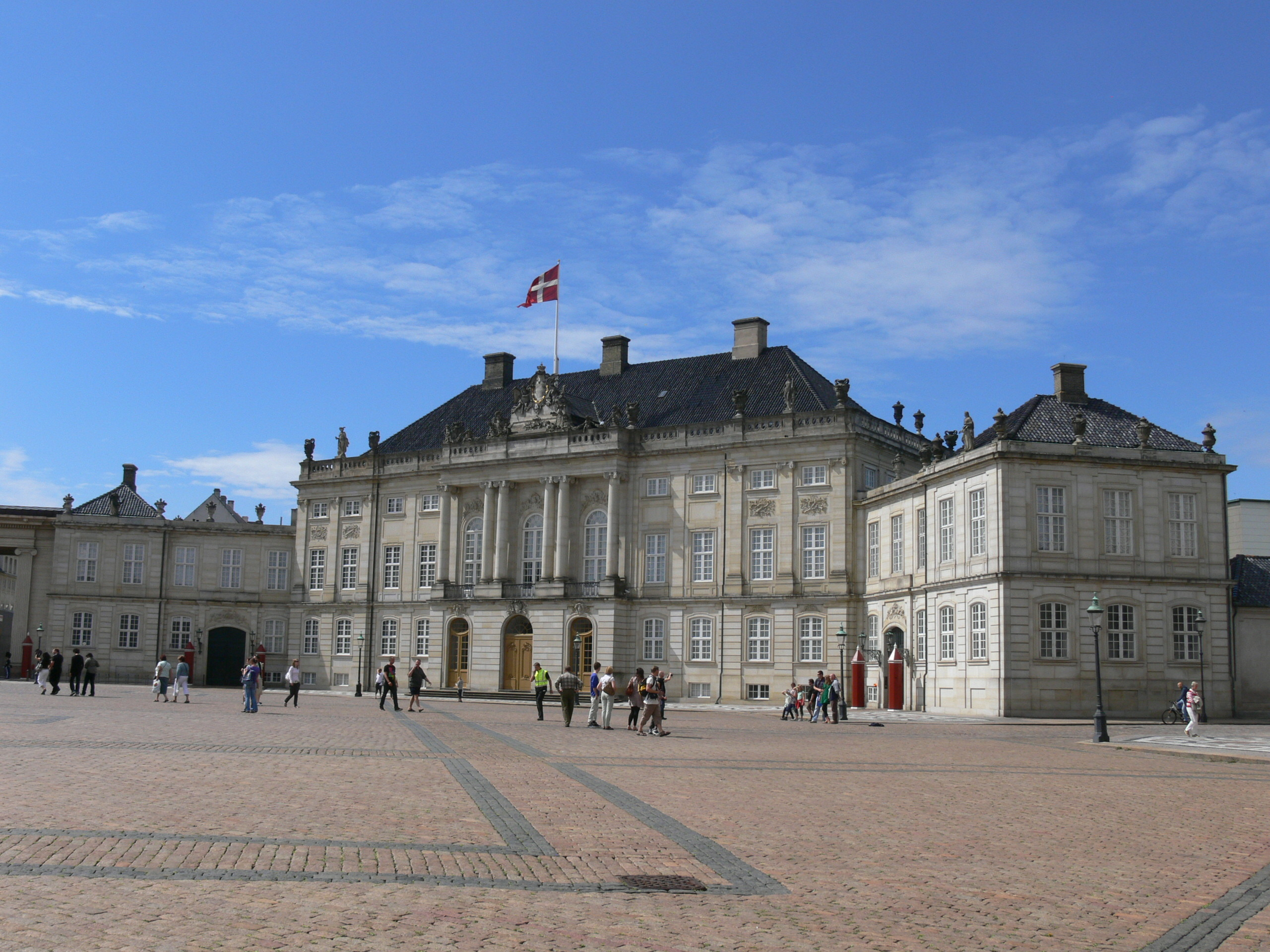
Moltkeho palác, nyní palác Kristiána VII., Amalienborg
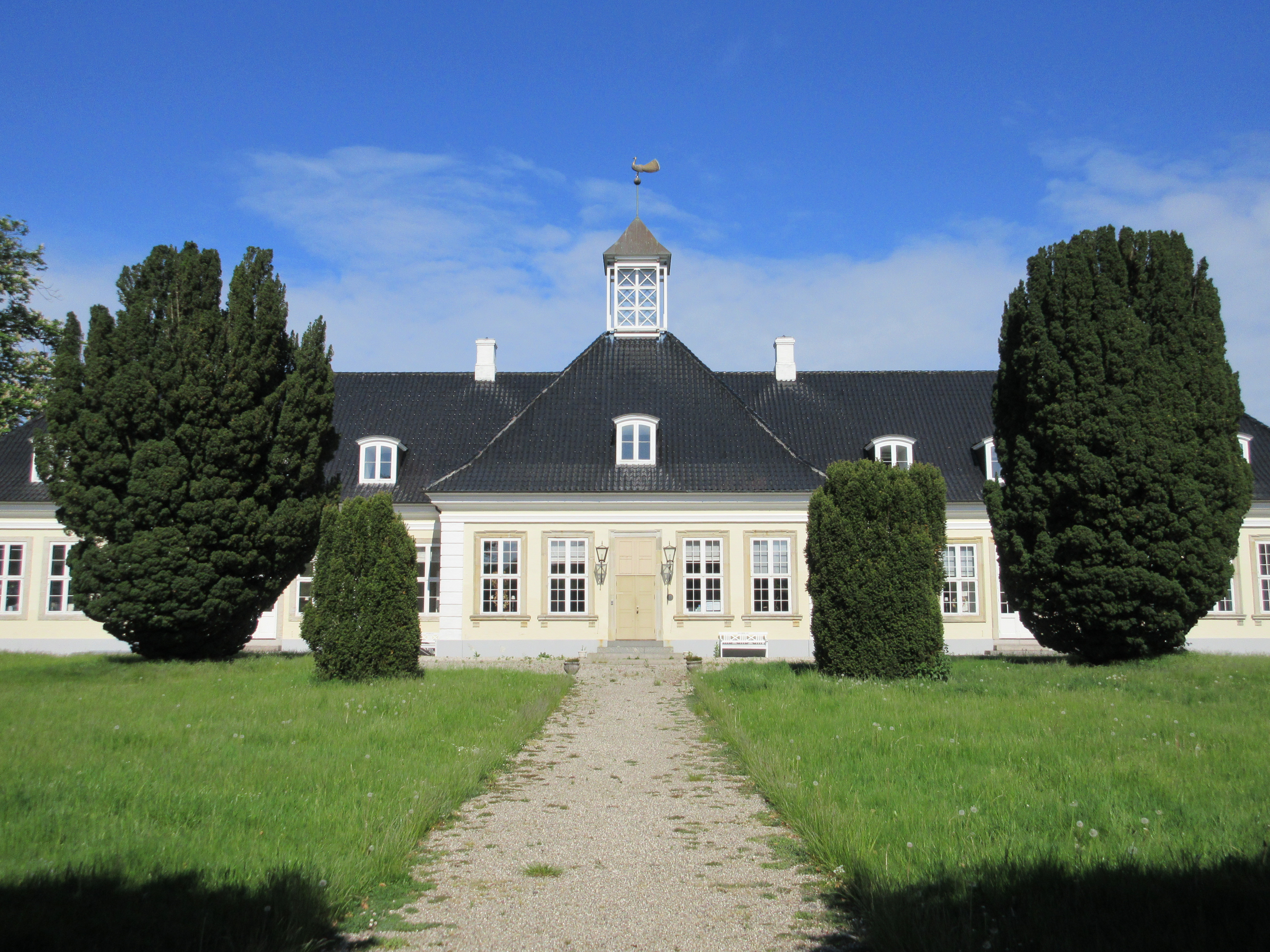
Zámek Sophienberg, Hørsholm